# Coatlicue

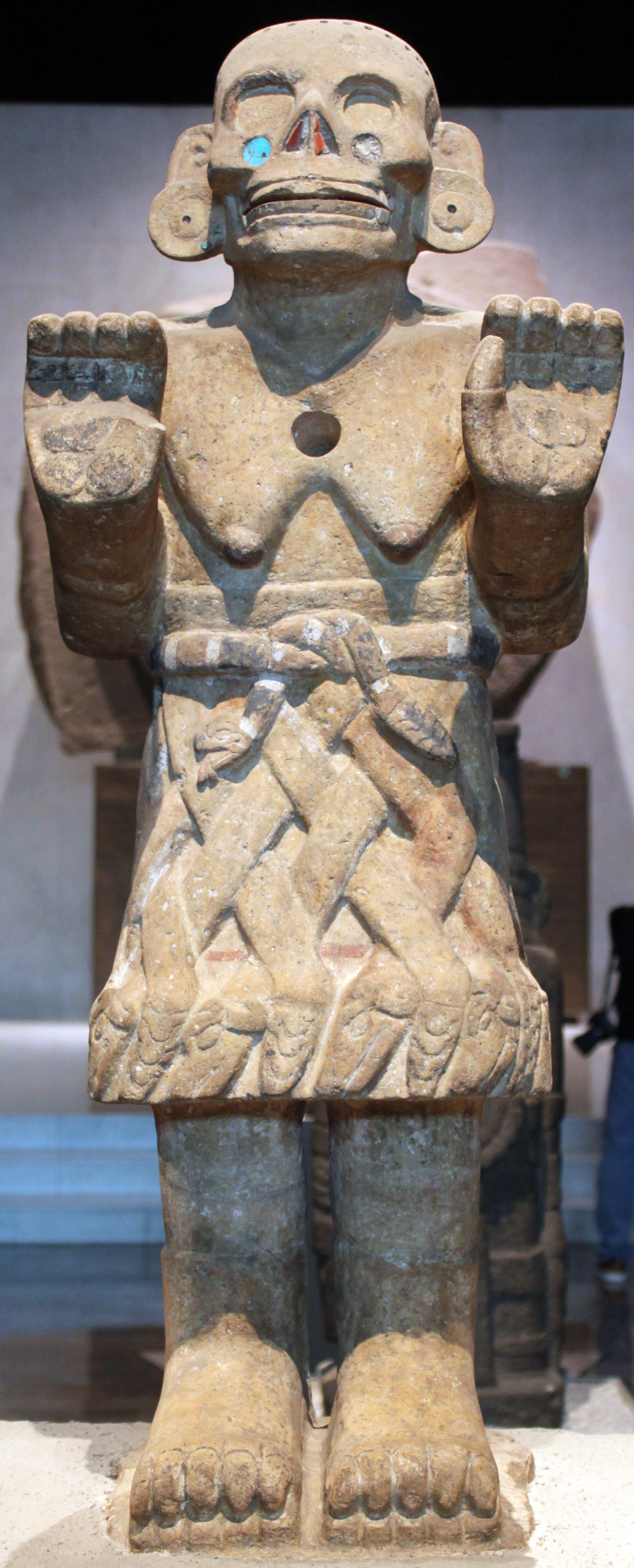
Posążek Coatlicue z Narodowego Muzeum Antropologicznego w Meksyku

Coatlicue (nah. „Ta, w sukni z wężów”, „Ta, w wężowej spódnicy”) – bogini ziemi, życia i śmierci. Wyobrażana jako kobieta w spódniczce z węży i naszyjniku z ludzkich dłoni i głów, o stopach zakończonych pazurami jaguara. W wierzeniach azteckich symbolizowała Ziemię – dawczynię życia i Ziemię – pożerającą wszystko, co w niej pogrzebane. Była też matką Quetzalcoatla i Xolotla, a także boga słońca Huitzilopochtli (którego według legendy urodziła jako dziewica po przyjęciu w siebie spadającej z nieba pierzastej piłki), Księżyca i Gwiazd. Występowała również jako Cihuacoatl (kobieta wąż) i Tlazolteotl (bogini zjadająca grzechy).
Nazywano ją Teteoinnan – Matka bogów oraz Toci – Nasza babka, Cihuacoatl – Kobieta wąż lub Kobiecy bliźniak, Tonnan – Nasza matka, Ilmateuctli – WIekowa Pani.
Miała przywędrować z Culhuacán do Teotihuacán, pradawnego miasta, uważanego przez Azteków za święte, a przy tym uznanego za mityczne miejsce początku, jako rytualna małżonka boga Huitzilopochtli.
Aztekowie dość okrutnie czcili Coatlicue, składając jej ofiary z ludzi, wierząc, że krew daje ziemi płodność. Według podań co roku bogini łączyła się z własnym synem Xipe Totekiem, który w czasie aktu składał głęboko w jej łonie ziarna kukurydzy. By ziarna wykiełkowały, bogini potrzebowała wsparcia śmiertelnych i dlatego jej kapłani zapewniali je, ofiarując serca żywcem wydarte ofiarom, nawadniając glebę ich krwią i sadząc w ziemi odrąbane głowy, ręce i serca, które bogini dołączała do swego gnijącego naszyjnika.